# Union Sportive Stade Tamponnaise
L'Union Sportive Stade Tamponnaise è stata una squadra di calcio di Le Tampon, Isola della Riunione, fondata nel 1982 come risultato della fusione tra il Tamponnaise, fondato nel 1922, e lo Stade Tamponnais, fondato nel 1971. Il club si è sciolto nel 2014 e la sua eredità è stata raccolta, sebbene non ufficialmente, dallo La Tamponnaise.

## Stadio
La squadra disputava le partite casalinghe allo stadio Klébert Picard, impianto dalla capienza di 4000 persone.

## Rosa attuale
| N. |                        | Ruolo | Calciatore         |
| -- | ---------------------- | ----- | ------------------ |
|    | La Riunione (bandiera) | P     | Emmanuel Ledoyen   |
|    | La Riunione (bandiera) | P     | Franck Guetto      |
|    | La Riunione (bandiera) | P     | Olivier Moutanin   |
|    | La Riunione (bandiera) | D     | Dominique Gauliris |
|    | La Riunione (bandiera) | D     | Jim Ablancourt     |
|    | Senegal (bandiera)     | D     | Thierry Kaïmandio  |
|    | La Riunione (bandiera) | D     | Gaël Payet         |
|    | La Riunione (bandiera) | D     | Giovanni Songoro   |
|    | La Riunione (bandiera) | D     | Nicolas Perenedery |
|    | La Riunione (bandiera) | D     | Lucas Damour       |
|    | La Riunione (bandiera) | D     | Grégory Bénard     |
|    | La Riunione (bandiera) | D     | Alexandre Payet    |

| N. |                        | Ruolo | Calciatore        |
| -- | ---------------------- | ----- | ----------------- |
|    | La Riunione (bandiera) | C     | Frédéric Malet    |
|    | Mauritius (bandiera)   | C     | Jimmy Cundasami   |
|    | Francia (bandiera)     | C     | Eric Farro        |
|    | La Riunione (bandiera) | C     | Cédric Mendy      |
|    | La Riunione (bandiera) | C     | Djimitry Vidot    |
|    | La Riunione (bandiera) | C     | Patrick Vaz       |
|    | Francia (bandiera)     | A     | Willy Robert      |
|    | La Riunione (bandiera) | A     | Christian Maillot |
|    | La Riunione (bandiera) | A     | Jimmy Dijoux      |
|    | La Riunione (bandiera) | A     | Jonathan Damour   |
|    | Zanzibar (bandiera)    | A     | Kalifou Makala    |
|    | Madagascar (bandiera)  | A     | Pamphil Rabefitia |

## Palmarès
- Campionato di calcio della Riunione: 10

1991, 1992, 1999, 2003, 2004, 2005, 2006, 2007, 2009, 2010
- Coppe della Riunione: 5

1991, 2000, 2003, 2008, 2009
- Coppa DOM: 1

2000
- Coppa dei Club Campioni d'oltremare: 3

2001, 2004, 2007
- Coppe Oceano Indiano: 3

2004, 2006, 2007

## Risultati nelle competizioni CAF
- CAF Champions League: 5 partecipazioni

2000 - Primo Turno
2004 - Ritirato al Primo Turno
2008 - Primo Turno
2009 - Primo Turno
2010 - Primo Turno
- Coppa CAF: 4 partecipazioni

1995 - Primo Turno
1996 - Quarti di Finale
1997 - Primo Turno
1999 - Secondo Turno
- Coppa delle Coppe CAF: 2 partecipazioni

1994 - Quarti di Finale
2001 - Primo Turno

## Risultati nella Coppa di Francia
| Anno    | Turno | Gara                                  | Risultato         | Note        |
| ------- | ----- | ------------------------------------- | ----------------- | ----------- |
| 1992/93 | 8°    | AS Cannes - USS Tamponnaise           | 6 - 0             | [ 1 ]       |
| 1998/99 | 7°    | GSI Pontivy - USS Tamponnaise         | 2 - 1             | [ 1 ] [ 2 ] |
| 2003/04 | 7°    | USS Tamponnaise - Ajaccio GFCO        | 0 - 4             | [ 1 ] [ 3 ] |
| 2006/07 | 7°    | SC Schiltigheim - USS Tamponnaise     | 0 - 7             | [ 1 ] [ 4 ] |
| 2006/07 | 8°    | USS Tamponnaise - FUSC Bois-Guillaume | 2 - 2 (3 - 4 dtr) | [ 1 ] [ 4 ] |
| 2011/12 | 7°    | USS Tamponnaise - CSO Amnéville       | 3 - 3 (2 - 4 dtr) | [ 1 ]       |